# Lungsjön, Ångermanland
Lungsjön är en sjö i Sollefteå kommun i Ångermanland och ingår i Ångermanälvens huvudavrinningsområde. Sjön är 19,8 meter djup, har en yta på 1,32 kvadratkilometer och befinner sig 297,9 meter över havet. Sjön avvattnas av vattendraget Lill-Lungnan. Vid provfiske har abborre, gädda, lake och mört fångats i sjön.

## Delavrinningsområde
Lungsjön ingår i det delavrinningsområde (703802-152245) som SMHI kallar för Utloppet av Lungsjön. Medelhöjden är 345 meter över havet och ytan är 12,32 kvadratkilometer. Det finns ett avrinningsområde uppströms, och räknas det in blir den ackumulerade arean 48,43 kvadratkilometer. Lill-Lungnan som avvattnar avrinningsområdet har biflödesordning 5, vilket innebär att vattnet flödar genom totalt 5 vattendrag innan det når havet efter 154 kilometer. Avrinningsområdet består mestadels av skog (71 procent). Avrinningsområdet har 1,32 kvadratkilometer vattenytor vilket ger det en sjöprocent på 10,7 procent.